# Аутомобил
Аутомобил (ауто) или кола је двотраго моторно возило, по правилу друмско, које служи за превоз робе и путника. Некада се под аутомобилом не подразумевају аутобуси и камиони, тј. подразумевају се само путнички аутомобили. Већина дефиниција кола наводи да се она првенствено крећу по путевима, могу да приме до осам људи, имају четири гуме, и углавном транспортују људе, пре него терет. Кола су ушла у глобалну употребу током 20. века, и развијене привреде су зависне од њих. Година 1886. се сматра годином рођења модерног аутомобила. Те године је немачки изумитељ Карл Бенц направио Benz Patent-Motorwagen. Кола нису постала широко доступна до раног 20. века. Једна од првих кола која су била доступна масама је био Модел Т из 1908. године, америчка кола која је производила Форд моторна компанија. Кола су била брзо прихваћена у САД, где су заменила животињама вучене кочије и колица, док је Западној Европи и у другим деловима света требало да прође знатно више времена до њиховог устаљивања.
Аутомобили имају контроле за вожњу, паркирање, удобности и сигурности путника, и контролисање разних светала. Током деценија, додатне функције и контроле су додате возилима, чинећи их постепено све сложенијима. Примери тога су камере са задње стране за вожњу уназад, климатизација, навигациони системи и апарати за забаву у колима. Већина аутомобила у употреби у 2010-тим се покреће помоћу мотора са унутрашњим сагоревањем, који троше Фосилна горива. Ово узрокује загађење ваздуха, доприноси климатским променама и глобалном загревању. Возила које користе алтернативна горива, као што су етанолна возила са флексибилним горивом и возила на природни гас задобијају популарност у неким земљама. Електрични аутомобили, који су измишљени рано у историји аутомобила, а почели су да се појављују на тржишту од 2008. године.
Постоје трошкови и користи који су везани за употребу аутомобила. Трошкови обухватају куповину возила, плаћање камате (ако се возило купи на кредит), поправке и одржавање, гориво, амортизација, време вожње, трошкови паркирања, порези, и осигурање. Трошкови друштва обухватају одржавање путева, употребу земљишта, загушивање путева, загађење ваздуха, јавно здравље, здравство, и одлагање возила на крају његовог животног века. Саобраћајне несреће су највећи узрок смртних повреда широм света.
Предности укључују флексибилност превоза, покретљивост, независност и практичност. У друштвене предности се убрајају економске користи, као што су посао и стицање богатства од аутомобилске индустрије, транспортне провизије, друштвена добробит од разоноде и могућности путовања, и стварање прихода од пореза. Пружање могућности људима да се флексибилно крећу са места на место има далекосежне импликације за природу друштава. Процењује се да је 2014. године било преко 1,25 милијарди возила, што је знатан пораст са око 500 милиона 1986. године Бројеви возила брзо расту, посебно у Кини, Индији и другим ново индустријализованим земљама.

## Порекло и етимолошко значење речи
Реч „аутомобил“ је грчког порекла грчки језик "άυτο" („ауто“), самостално и латинског порекла латински језик "mobilis" у значењу покретан. Аутомобил је етимолошки дефинисан као саобраћајно средство које се креће самостално, и није зависно, на трачницама или тролама, за чије кретање нису потребне животиње или људска снага, и које се креће захваљујући свом властитом погону.

## Историја
Најзначајнија историја аутомобила се почиње писати крајем 18. века када су били реализовани први експерименти са возилима који су покретани помоћу парне машине. Међу његовим првим конструкторима били су Шкот Џејмс Ват и Француз Николас Жозеф Кињо. Парна машина је 1769. године превозила четири путника и развијала је брзину од 9 км на час.
Почетак 19. века био је под доминацијом парних машина, које су се постепено побољшавале. Промене су настале у другој половини 19. века када је конструкторима пошло за руком да направе први мотор са унутрашњим сагоревањем. У годинама од 1862. све до 1866. Николас Ото је развио мотор са унутрашњим сагоревањем.
Карл Бенц је патент Моторвагон направио и патентирао 1885. године. Након успешне демонстрације вожње трициклона у Мајнхаму продаја је почела 3. јула 1886. године и то за тадашњих 600 немачких марака, што је еквивалент данашњих 4 хиљаде евра. Покретао га је мотор запремине 954 cm³ са једним цилиндром и четири такта. Са својом једном коњском снагом на 400 обртаја у минути представљао је праву револуцију у то време. Касније верзије су имале снажније моторе са две коњске снаге, које су могле да развију брзину од око 16 km/h. Током следећих шест година, произведено их је око 25 примерка. Кратко након тога су Готлиб Дајмлер и Вилхелмом Мајбахом у близини Штутгарта као и Сигфрид Маркус у Бечу произвели своје верзије аутомобила. После првих резултата у Немачкој, почиње нагли развој аутомобилских мануфактура у Француској (Panhard, Levassor, Peugeot, Bollee, Renault и др.). Тадашња возила су имала брзину 20–40 km/sat, снага мотора око 21 киловата при око 2000 обртаја у минут. Почетком 20. века почиње развој аутомобилских мануфактура у Британији (Lancaster, Napier, Rolls и др.). У САД су у 19. веку постигнути занемарљиви резултати у развоју возила, а што се објашњава лошим стањем путева.
Развој данашњих аутомобила је почео 1885. године када је у Немачкој у Манхајму Карл Бенц патентирао своју моторну троколицу. Прво путовање аутомобилом је остварила Берта Бенц, супруга Карл Бенца 1888. године и то од Манхајма до Пфорцхајма.
Године 1887. сасвим независно од Карла Бенца градњу аутомобила почиње Готлиб Дајмлер који је код изградње мотора сарађивао са Вилхелмом Мајбахом. 1897. године Аустријанац Рудолф Дизел је мотор усавршио.
Први власник аутомобил на тлу данашње Републике Србије (тада Аустроугарске царевине) био је апотекар Зилберлајатнер из Суботице јула 1901. године. Прва ауто трка одржана је између Сомбора и Суботице 1905. године.
Први аутомобил у Краљевину Србију дошао је 1903. године, у Београд. Купио га је трговац и рентијер Божа Радуловић, у једној фабрици у Аустрији (по неким изворима у Чешкој). Возило Неселсдорф (данас Татра) тип Б у Београд стигло 3. априла 1903. године, возом и са фабричким шофером. Газда Божа га никада није возио, већ је као шофера ангажовао извесног Срету Костића, који је тако постао први возач у Србији.
Крајем 19. века су се појавили први електромобили. Надметање између парног мотора, мотора са унутрашњим сагоревањем и електромотором траје све до првог десетлећа двадесетог века од када почиње да влада аутомобил са унутрашњим сагоревањем иако је аутомобил на електричну енергију из гледишта преноса енергије два пута ефикаснији.
У 20. веку се аутомобил, са бензином или нафтом као погонским средством, увек још најзначајније саобраћајно средство и његову револуцију направио је Хенри Форд када је у САД - у изумео и израдио аутомобил који је био опште доступан већини људи - Форд модел Т који је уведен у производњу 1908. и успешно се производио све до 1927. године.

## Карактеристичне димензије путничких аутомобила
Међуосовинско растојање
Удаљеност између осе предње и задње осовине
Растојање између точкова једне осовине
Удаљеност средина отисака пнеуматика на точковима једне осовине. Растојање између точкова предње и задње осовине се по правилу разликује.
Дужина
Удаљеност вертикалних равни, које додирују предњи и задњи крај возила.
Ширина
У ширину се не урачунавају ретровизори, габаритна светла и жмигавци, еластични делови и сл.
Висина
Висина се мери при маси аутомобила спремног за рад.
Препуст, предњи и задњи
Удаљеност вертикалне равни која пролази кроз осу точкова од најудаљеније тачке на предњој/задњој делу возила.
Прилазни угао, предњи и задњи
Одређује се при максималном оптерећењу возила. То је угао између подлоге и равни која тангира пнеуматик а сви делови возила испред/иза осовине се налазе изнад ње.
Клиренс
Удаљеност средишњег дела возила од подлоге. Одређује се при максималном оптерећењу возила.

## Класе путничких аутомобила
Према карактеристичним димензијама, путнички аутомобили деле се у класе. Пошто се габарити аутомобила непрестано повећавају, али и снаге њихових мотора, тако и границе појединих класа прате ову тенденцију.
| Класа                           | мини         | нижа         | нижа средња  | нижа средња    | средња      | средња        | виша средња  | виша         | луксузна         |
| ------------------------------- | ------------ | ------------ | ------------ | -------------- | ----------- | ------------- | ------------ | ------------ | ---------------- |
| Група                           | A00          | A0           | A            | A              | B           | B             | C            | D            |                  |
| Група                           | 1            | 2            | 3.1          | 3.2            | 4.1         | 4.2           | 5            | 6            | 7                |
| Дужина (mm)                     | <3900        | <4300        | <4500        | <4600          | <4700       | <4800         | <5000        | <5200        | >5000            |
| Растојање између точкова (mm)   | <2500        | <2600        | <2700        | <2700          | <2800       | <2800         | <2900        | <3000        | >2900            |
| Радна маса (kg)                 | <1200        | <1700        | <1700        | <1700          | <1800       | <1800         | <2000        | <2400        | >2000            |
| Уобичајена запремина мотора (l) | <1,2         | 1,2–2,0      | 1,6–3,2      | 1,6–3,2        | 1,6–3,5     | 1,6–3,5       | 2,0–3,5      | 2,5–6,0      | >4,0             |
| Снага (kW)                      | <45          | 40–132       | 59–190       | 59–190         | 75–210      | 75–210        | 100–270      | 170–350      | >300             |
| Пример аутомобила Фолксваген    | Ап!          | Поло         | Голф         | Џета           | –           | Пасат         | Артеон       | –            | –                |
| Пример аутомобила Шкода         | Шкода ситиго | Шкода фабија | Шкода рапид  | Шкода октавија | –           | Шкода суперб  | –            | –            | –                |
| Пример аутомобила Пежо          | Пежо 108     | Пежо 208     | Пежо 301     | Пежо 308       | Пежо 408    | Пежо 508      | –            | –            | –                |
| Пример аутомобила БМВ           | –            | –            | BMW серија 1 | –              | –           | BMW серија 3  | BMW серија 5 | BMW серија 7 | –                |
| Пример аутомобила Ауди          | –            | Ауди А1      | –            | Ауди А3        | –           | Ауди А4       | Ауди А6      | Ауди А8      | –                |
| Пример аутомобила Форд          | Форд ка      | Форд фијеста | Форд ц-макс  | Форд фокус     | Форд с-макс | Форд мондео   | Форд фалкон  | Форд таурус  | Форд тандербирд  |
| Пример аутомобила других марки  | Фијат панда  | Рено клио    | Кија сид     | Тојота корола  | Волво S60   | Рено талисман | Волво S90    | –            | Ролс-Ројс фантом |

## Делови аутомобила
Најважнији делови аутомобила су:
- Мотор (погонски агрегат)
- Систем за пренос снаге или трансмисија у коју спадају:
  - Спојница
  - Мењач
  - Главни преносник
  - Диференцијал
  - Погонска полувратила
- Систем за ослањање,
- Систем за кочење,
- Систем за управљање,
- Носећи систем (каросерија)

## Аутомобилски мотори
Мотори који се користе у аутомобилима су клипни мотори са унутрашњим сагоревањем, који најчешће као погонско гориво користе бензин или дизел-гориво. Као алтернативна врста горива користи се и течни нафтни гас (ТНГ) или, како се чешће назива - плин, док остале врсте алтернативних горива још нису превише распрострањене.
Електрични мотори имају много вишу ефикасност од мотора са унутрашњим сагоревањем, али пошто користе тешке батерије као извор енергије, не користе се много за погон аутомобила.

## Заштита животне средине
Аутомобили представљају значајан извор загађења. Оно је проузроковано присуством угљен-диоксида, угљен-моноксида, азотних оксида, несагорелих угљоводоника и оксида олова у издувним гасовима. Код возила са ото моторима, смањење садржаја штетних гасова постиже се њиховим „догоревањем“ у каталитичком реактору ("катализатору"), који се налази у издувној цеви. Постојање катализатора, изискује коришћење безоловног моторног бензина.
За кратке раздаљине, а посебно за градску вожњу, све више се користе електромобили, чији је капацитет довољан да обезбеди разуман радијус кретања, а да при томе не буду претерано кабасти.

## Производња аутомобила по државама
- Мапа земаља произвођача аутомобила 2013.
- Мапа земаља произвођача аутомобила у 2007.
- Мапа земаља произвођача аутомобила у 2005.
- Мапа земаља произвођача аутомобила у 2000.

| Бр. | Држава                    | 1960.      | 1970.      | 1980.      | 1990.      | 2000.      | 2006.      |
| --- | ------------------------- | ---------- | ---------- | ---------- | ---------- | ---------- | ---------- |
| 1.  | Јапан                     | 481.551    | 5.289.157  | 11.042.884 | 13.486.796 | 10.140.796 | 11.484.233 |
| 2.  | Сједињене Америчке Државе | 7.905.119  | 8.283.949  | 8.009.841  | 9.782.997  | 12.773.714 | 11.263.986 |
| 3.  | Кина                      | 22.574     | 87.166     | 222.288    | 509.242    | 2.069.069  | 7.188.708  |
| 4.  | Немачка                   | 2.132.084  | 3.993.038  | 4.092.268  | 4.976.552  | 5.526.615  | 5.819.614  |
| 5.  | Јужна Кореја              | 0          | 28.819     | 123.135    | 1.321.630  | 3.114.998  | 3.840.102  |
| 6.  | Француска                 | 1.369.210  | 2.750.086  | 3.378.433  | 3.768.993  | 3.348.351  | 3.169.219  |
| 7.  | Шпанија                   | 58.209     | 539.132    | 1.181.659  | 2.053.350  | 3.032.874  | 2.777.435  |
| 8.  | Бразил                    | 133.041    | 416.089    | 1.165.174  | 914.466    | 1.681.517  | 2.611.034  |
| 9.  | Канада                    | 397.739    | 1.159.504  | 1.369.607  | 1.947.106  | 2.961.636  | 2.572.292  |
| 10. | Мексико                   | 0          | 192.841    | 490.006    | 820.558    | 1.934.927  | 2.045.518  |
| 11. | Индија                    | 54.000     | 89.000     | 113.917    | 362.655    | 796.185    | 1.944.380  |
| 12. | Уједињено Краљевство      | 1.810.700  | 2.098.498  | 1.312.914  | 1.565.957  | 1.813.894  | 1.648.388  |
| 13. | Русија                    | 523.591    | 922.000    | 2.195.000  | 1.973.570  | 1.202.589  | 1.508.358  |
| 14. | Тајланд                   | 0          | 10.667     | 73.985     | 304.843    | 411.721    | 1.296.060  |
| 15. | Италија                   | 644.633    | 1.854.252  | 1.610.287  | 2.120.850  | 1.738.315  | 1.211.594  |
|     | Свет                      | 16.500.000 | 29.381.000 | 39.396.607 | 48.201.207 | 58.374.162 | 69.127.156 |

Извор: OICA